# Hidden Treasures
Hidden Treasures (englisch für: „Versteckte Schätze“) ist eine 1995 erstmals veröffentlichte EP der US-amerikanischen Heavy-Metal-Band Megadeth. Sie enthält acht Songs, die zwischen 1989 und 1994 aufgenommen, aber nicht auf regulären Studioalben veröffentlicht wurden.

## Hintergrund
Im März 1995 erschien in Europa eine spezielle Version des damals aktuellen Albums Youthanasia mit einer Bonus-CD namens Hidden Treasures. Megadeth entschied sich später, sie als eigenständige EP weltweit zu veröffentlichen.
Bei den acht Songs handelt es sich um Soundtrack-Beiträge, Coverversionen oder B-Seiten. Das Albumcover zeigt eine Karte von Arizona, bei der an einigen Stellen die Namen der Songs angegeben sind. Das Cover der Limited Edition zeigt wiederum eine Landschaft, welche schon auf dem Cover des Albums Youthanasia zu finden war.
Der Limited Edition wurde den regulären Songs der Youthanasia-Song À Tout le Monde vorangestellt, zudem finden sich hier die Demos zu Symphony of Destruction und Architecture of Aggression (beide von Countdown to Extinction) und New World Order (von Th1rt3en).
2007 wurde die EP wiederveröffentlicht. In dieser Variante finden sich die Bonusstücke der Limited Edition zum Ende des Tonträgers, A Tout le Monde ist als Radio Edit enthalten.

## Titelliste
| # | Titel                | Länge | Veröffentlichung |
| - | -------------------- | ----- | --- |
| 1 | No More Mr. Nice Guy | 3:03  | No More Mr. Nice Guy ist ein Cover von Alice Cooper. Es war 1989 ein Soundtrack für den Film Shocker.                         |
| 2 | Breakpoint           | 3:29  | Breakpoint war ein Song auf dem Soundtrack zum 1993er Film Super Mario Bros.                                                  |
| 3 | Go to Hell           | 4:36  | Der Song war 1991 Soundtrack für den Film Bill & Ted’s verrückte Reise in die Zukunft.                                        |
| 4 | Angry Again          | 3:48  | Angry Again war für 1993 ein Soundtrack des Films Last Action Hero.                                                           |
| 5 | 99 Ways to Die       | 3:59  | 99 Ways to Die erschien 1993 auf der Kompilation The Beavis and Butt-Head Experience.                                         |
| 6 | Paranoid             | 2:32  | Der Song ist ein Cover von Black Sabbath und erschien 1994 auf der Kompilation Nativity in Black: A Tribute to Black Sabbath. |
| 7 | Diadems              | 3:55  | Diadems war 1995 ein Soundtrack zu dem Film Ritter der Dämonen.                                                               |
| 8 | Problems             | 3:58  | Problems ist ein Cover von den Sex Pistols. Es war eine B-Seite der Single A Tout le Monde.                                   |

## Rezeption

### Chartplatzierungen
| ChartsChartplatzierungen       | Höchstplatzierung | Wochen |
| ------------------------------ | ----------------- | ------ |
| Vereinigte Staaten (Billboard) | 90 (7 Wo.)        | 7      |

### Auszeichnungen für Musikverkäufe
| Land/Region | Auszeichnungen für Musikverkäufe (Land/Region, Auszeichnung, Verkäufe) | Verkäufe |
| ----------- | ---------------------------------------------------------------------- | -------- |
| Kanada (MC) | Gold                                                                   | 50.000   |
| Insgesamt   | 1× Gold ·                                                              | 50.000   |